# Савант, Мэрилин вос
Мэрилин вос Савант (англ. Marilyn vos Savant, родилась 11 августа 1946 г., Сент-Луис, Миссури) — американская писательница, драматург и журналист, занесённая в Книгу рекордов Гиннесса как обладательница самого высокого в мире IQ.

## Биография
Мэрилин вос Савант (урождённая Мэрилин Мах, англ. Mach) родилась в семье Джозефа Мака (Маха) и Мэри вос Савант, но впоследствии сменила фамилию на фамилию матери, так как считает, что мужчины должны наследовать фамилии своих отцов, а женщины — матерей.
По отцу является потомком австрийского философа и физика Эрнста Маха. Поступила в Университет Вашингтона в Сент-Луисе, но была вынуждена бросить его, чтобы оказать помощь семье в инвестиционном бизнесе.
В августе 1987 года вышла замуж за Роберта Джарвика, учёного, который приобрёл известность как создатель искусственного сердца. Имеет двух детей от предыдущих браков.
C 1986 года вос Савант ведёт рубрику «Спросите Мэрилин» (англ. Ask Marilyn) в журнале Parade (одном из самых популярных в США), где она отвечает на вопросы читателей журнала. Иногда её ответы оказываются спорными; в частности, её верное решение парадокса Монти Холла повлекло критику со стороны большого числа читателей. Существует сайт, посвящённый критике ответов Мэрилин.

## Коэффициент интеллекта
Точно определить, насколько высокий IQ у вос Савант, очень сложно, так как науке известно очень малое число людей с таким интеллектом. Поэтому по результатам различных тестов коэффициент интеллекта вос Савант определяется как 167+, 186, 218, 228 и 230. Вос Савант утверждает, что прошла свой первый тест на интеллект (шкала Стэнфорд — Бине) ещё в 1956 году, когда ей было всего 10 лет. Тогда её результат составил 228 (иногда указывается округлённое значение — 230). В зрелом возрасте по результатам так называемого Мега-теста, разработанного академиком Рональдом К. Хефлином (англ. Ronald K. Hoeflin), её IQ составил 186. Такое резкое «падение интеллекта» на самом деле объясняется тем, что эти два теста используют разные шкалы. Шкала Стэнфорд — Бине определяет уровень IQ, а Мега-тест — отклонение IQ от среднего уровня; уровень интеллекта 228 по шкале Стэнфорд — Бине соответствует отклонению IQ 188, а отклонение IQ 186 соответствует уровню 224.
С 1986 по 1989 год вос Савант входила в книгу рекордов Гиннесса как обладательница самого высокого IQ. Хотя её IQ является одним из самых высоких из зарегистрированных в мире, утверждение, что она является самым умным человеком на планете или гением, очень спорно, так как общепризнанного способа, позволяющего определить, насколько умён человек, не существует. Сама вос Савант считает, что интеллект включает так много компонентов, что попытки точно измерить его бесполезны.
Мэрилин вос Савант входит в общество Менса и Общество Прометея, объединяющие людей, обладающих высоким IQ.